# Kapò
Pour les articles homonymes, voir Kapo (homonymie).
Pour plus de détails, voir Fiche technique et Distribution.
Kapò est un film dramatique de guerre franco-yougoslavo-italien réalisé par Gillo Pontecorvo et sorti en 1960. Le titre fait référence au kapo, le nom des gardes encadrant les prisonniers chez les nazis.
Il s'agit de l'un des premiers films de fiction à traiter directement du sujet de l'Holocauste, avec des représentations fidèles des camps de concentration nazis qui ont suscité la controverse à l'époque. Si certains ont salué la réalisation du film, d'autres, comme Jacques Rivette dans ce qu'il appellera le « travelling de Kapò », ont critiqué la mise en scène de Pontecorvo, qui spectaculariserait par trop l'histoire eu égard au contexte concentrationnaire du film.

## Synopsis
Dans Paris occupé, Edith, une jeune juive de 14 ans, est arrêtée avec ses parents et déportée en Allemagne dans un camp de concentration nazi. Dès le début, la jolie jeune fille est séparée de son père et de sa mère. Un médecin plus âgé, également incarcéré — il montre son triangle rouge fixé à la tenue de prisonnier — en tant que « politique », la conduit dans son austère cabinet médical. L'homme attire l'attention d'Edith sur les particularités du camp et sur les multiples dangers qui la guettent. Ce faisant, il coupe comme en passant les beaux et longs cheveux noirs d'Edith, lui remet ses vêtements de prisonnière et tatoue son numéro de prisonnière sur son avant-bras gauche. Désormais, Edith n'est plus un être humain, juste le no 10099. Comme sous le choc, Edith se laisse faire. Lorsqu'elle entend du bruit venant de l'extérieur et pénétrant dans le cabinet médical, elle s'approche de la fenêtre et doit voir comment des personnes nues, des petits enfants comme des vieillards, sont poussées à travers la cour par des gardiens de camps de concentration allemands aux cris de « Avancez ! Avancez » et « Sale Juif de merde ! ». Parmi ces personnes, Edith reconnaît également ses parents, également dévêtus et frigorifiés, qui marchent vers leur mort. Désespérée, elle ne cesse de les appeler à travers la vitre fermée.
Le médecin s'avère être un salut pour Edith dans son malheur. Une détenue non juive, une certaine Nicole Niepas, vient de décéder. Le médecin insiste auprès d'Edith pour qu'elle se souvienne de ce nom. Car à partir de maintenant, elle sera Nicole. Il fait comprendre à Edith, bouleversée, que c'est sa seule chance de survie dans ce lieu misérable et mortel. Ainsi, elle ne doit pas porter le signe d'un détenu juif d'un camp de concentration, mais seulement le triangle noir qui « distingue » les criminels. En tant que criminel, lui explique le médecin, « on est encore beaucoup mieux loti qu'un Juif dans ce camp ». Edith, alias Nicole, comprend rapidement les conséquences que cela implique pour elle. Elle aussi sera battue et maltraitée à l'avenir, et la faim sera sa compagne permanente ; elle aussi devra se procurer de la nourriture en cachette et sera considérée avec méfiance par ses codétenus, mais elle n'a pas à craindre d'être gazée. Edith trouve même une confidente en la personne de Terese, une détenue du camp également stigmatisée par le triangle noir.
Edith, alias Nicole, commence alors à imiter les autres pour assurer sa survie. Elle commence à se prostituer, s'engage dans une liaison avec un officier allemand nommé Karl. Et elle gravit les échelons pour devenir une surveillante de camp subalterne, ce qu'on appelle une Kapo. Un jour, les choses commencent à changer de manière décisive pour elle. Au cours d'une longue marche, de nombreux prisonniers de guerre soviétiques sont conduits dans le camp des hommes. Parmi eux se trouve le beau Sascha. Lorsque tous deux se rencontrent par hasard, c'est le coup de foudre. Prisonniers de l'enfer profondément inhumain du camp, ils commencent tous deux à éprouver de profonds sentiments l'un pour l'autre. Dans des circonstances très difficiles, ils parviennent à s'éloigner du champ de vision de leurs gardiens et à créer de brefs et tendres moments de bonheur privé dans le plus grand secret.
Sascha fait comprendre à Nicole que lui et quelques-uns de ses codétenus veulent tenter une évasion à grande échelle. Nicole comprend bientôt qu'elle ne peut plus continuer comme avant, qu'elle doit elle aussi prendre position. Pendant ce temps, sa codétenue Terese, devenue une amie, se suicide en se jetant dans la clôture de barbelés électrifiée qui entoure le camp. Lors de la tentative d'évasion, des coups de feu sont tirés et de nombreux prisonniers meurent sous les balles des gardes SS. Quelques-uns parviennent à s'échapper. Nicole, qui veut débrancher la clôture de l'alimentation électrique, est également touchée par une balle de fusil au moment où elle se décide à fuir. Karl se précipite auprès d'elle et entend la mourante prononcer comme dernières paroles la prière juive Chema Israël, grâce à laquelle Nicole redevient Edith et celle-ci reconnaît enfin son identité juive.

## Fiche technique
- Titre original : Kapò
- Réalisation : Gillo Pontecorvo, assisté de Giuliano Montaldo
- Scénario : Gillo Pontecorvo et Franco Solinas
- Production : Moris Ergas et Franco Cristaldi
- Musique : Carlo Rustichelli
- Photographie : Aleksandar Sekulovic, assisté de Goffredo Bellisario et Marcello Gatti (cadreurs) format 1,66:1
- Directeur artistique : Piero Gherardi
- Décors : Aleksandar Milovic
- Montage : Roberto Cinquini
- Sociétés de production : Vides Cinematografica, Cineriz, Francinex, Lovcen Film
- Pays d'origine :  Italie -  France -  Yougoslavie
- Langue : italien
- Genre : Drame, guerre
- Durée : 112 minutes
- Dates de sortie :
  - Italie : 7 septembre 1960 (Mostra de Venise 1960) ; 29 septembre 1960 (sortie nationale)
  - Yougoslavie : 22 novembre 1960
  - France : 26 avril 1961

## Distribution
- Susan Strasberg : (VF: Martine Sarcey) Edith/Nicole
- Laurent Terzieff :  (VF: Lui-même) Sasha
- Emmanuelle Riva : (VF:Elle-même) Terese
- Didi Perego : Sofia
- Gianni Garko: Karl
- Paola Pitagora
- Graziella Galvani : Isabelle

## Accueil critique
Gillo Pontecorvo souhaitait, à travers le personnage d'Edith/Nicole, brosser le portrait sans fard d'un héros négatif, englué, par manque de courage et de dignité, dans la plus abjecte trahison. Or, les producteurs ont exigé qu'une intrigue sentimentale soit nouée entre Sasha, le prisonnier russe, et Nicole, jusqu'ici promise au rôle de kapo insoutenable. Celle-ci se rachetait, à la fin, en se sacrifiant.

Pour Freddy Buache, un tel dénouement ne « gâche pas seulement la dernière partie de l'œuvre, il en altère l'ensemble par récurrence. » Pourtant, concède-t-il, 

« la reconstitution minutieuse de l'action (les portes des wagons tirées devant des groupes de déportés qu'on jette en troupeau sur la plaine boueuse, les appels dans le matin glacé, les projecteurs des miradors balayant la nuit, les réseaux de barbelés électrifiés, les travaux forcés, les douleurs, le désespoir) servie par une mise en scène rigoureuse et une photographie qui possède la sécheresse des actualités, confère à Kapo, par instants, l'hallucinante grandeur tragique de Nuit et brouillard ou de La Dernière Étape. »

### Le travelling deKapò
Dans le numéro 120 des Cahiers du cinéma (juin 1961), Jacques Rivette critiqua le film en des termes particulièrement durs. Dans son article, intitulé De l’abjection, il écrit : 

« Voyez cependant, dans Kapò, le plan où [Emmanuelle] Riva se suicide, en se jetant sur les barbelés électrifiés : l’homme qui décide, à ce moment-là, de faire un travelling avant pour recadrer le cadavre en contre-plongée, en prenant soin d’inscrire exactement la main levée dans un angle de son cadrage final, cet homme n'a droit qu'au plus profond mépris. »

Cette affaire du « travelling de Kapò » fera date dans l'histoire de la critique française sur le rapport entre critique et morale,. Trois décennies plus tard, le célèbre critique de cinéma Serge Daney réagit à la rude polémique qu'a soulevée Rivette par ses propres réflexions. Dans la revue spécialisée Trafic qu'il a fondée, il écrit l'article Le travelling de Kapo dans le numéro 4 de l'automne 1992, dans lequel il avoue que, sans avoir vu le film, cette critique de Rivette représentait « [s]on dogme portatif, l’axiome qui ne se discutait pas, le point limite de tout débat », faisant écho à une affirmation de Godard comme quoi tout travelling était « une affaire de morale ». À l'opposé du spectre, le journaliste Rafik Djoumi, à l'occasion d'un podcast enregistré en 2018 et consacré à Steven Spielberg, rejette catégoriquement le texte de Rivette et regrette son influence. Prêtant au cinéaste des intentions politiques inavouées, Djoumi affirme entre autres qu'il avait, par cet écrit, ouvert la voie dans le milieu de la critique cinéma à une surlecture idéologique des choix de mise en scène, interdisant dès lors de faire du cinéma sur certains sujets.

### Réaction des anciennes déportées de Ravensbrück
Lors de la sortie du film, l'Amicale de Ravensbrück réagit, sous la plume d'Angèle Romey (matricule 38.801) et de Madeleine Martin-Roussel (matricule 42.256) :

« L'Amicale de Ravensbrück qui groupe des femmes de toutes tendances, rescapées de ce camp, est résolument contre la projection de ce film s'il n'est pas, au préalable, largement commenté, c'est-à-dire si le public n'a pas été informé de la composition de la population des camps (patriotes, mais aussi “droits communs”, voleur, criminels, trafiquants de toutes sortes et invertis), et de l'administration des camps : utilisation de droits communs et invertis comme auxiliaires des SS pour torturer et hâter la mort des patriotes, récompensés de leur empressement à accomplir cette tâche odieuse par une nourriture copieuse, l'oisiveté totale, des chambres confortables que les patriotes n'ont jamais enviées. 
La déportation ce n'est pas une fille qui veut vivre à n'importe quel prix. La déportation c'est la faim, les coups, la torture, le travail forcé, les “expériences” de médecins criminels, la mort… Mais la déportation c'est aussi l'union des patriotes pour ne pas succomber à l'avilissement moral recherché par les SS grâce aux “droits communs”, c'est la dignité face à la pègre ; c'est l'encadrement des jeunes et des faibles pour faire reculer la mort ; c'est le sabotage dans les usines ; c'est la solidarité et la fraternité ; c'est la plus grande leçon humaine qui ait été donnée au monde […]. Kapo, film commercial, ne répond pas à notre attente malgré ses belles images des camps, malgré le jeu de ses acteurs, et nous ne pouvons pas le cautionner.
Patriotes rescapées de Ravensbrück, nous ne voulons pas qu'à la faveur de ce film se crée dans l'esprit d'un public non averti, une analogie quelconque entre les patriotes qui en pleine conscience ont donné leur vie pour leur pays, et les “droits communs” qui ont acheté leur vie à n'importe quel prix, même en servant de bêtes à plaisir à nos tortionnaires. Nous ne voulons pas que, sortant de ce spectacle, des ignorants, des incrédules ou des inconscients disent à nos enfants comme cela s'est déjà produit plusieurs fois à Paris : “Qu'est-ce que ta mère a bien pu faire pour en sortir ?” »